# Joseph Vissers
Joseph Vissers (28 novembre 1928 – 18 aprile 2006) è stato un pugile belga.

## Palmarès

### Olimpiadi
- Argento a Londra 1948 nei pesi leggeri.

### Europei - Dilettanti
- Oro a Dublino 1947 nei pesi leggeri.